# Neomyia rufitarsis
Neomyia rufitarsis är en tvåvingeart som först beskrevs av Stein 1920.  Neomyia rufitarsis ingår i släktet Neomyia och familjen husflugor. Inga underarter finns listade i Catalogue of Life.